# Baldovino II di Gerusalemme
Baldovino di Rethel, soprannominato Baldovino di Bourcq o di Bourg (in francese: Baudouin; ... – Gerusalemme, 21 agosto 1131) è stato un cavaliere medievale francese, figlio del conte Ugo I di Rethel e di Melisenda di Monthléry, fu conte di Edessa (1100–1118, come Baldovino II di Edessa) e re di Gerusalemme (1118–1131, come Baldovino II di Gerusalemme).
Feudatario del feudo di Bourcq (o Bourg), dal quale prese il soprannome, lo abbandonò per seguire i cugini Goffredo e Baldovino nella Prima crociata (1096-1099). Nel 1098 seguì Baldovino nell'occupazione di Edessa, poi, con l'esercito principale, partecipò alla conquista di Betlemme e di Gerusalemme. Nel 1100 era ad Antiochia presso il principe Boemondo I, quando fu chiamato ad Edessa e investito di quella Contea dal cugino Baldovino, chiamato a Gerusalemme per succedere al fratello Goffredo.
Nel 1118 morì il cugino Baldovino ed egli fu uno dei candidati alla successione. Con l'aiuto di Joscelin di Courtenay, che gli succedette nella Contea di Edessa, fu eletto re ed incoronato il 14 aprile 1118.
Baldovino morì di malattia il 21 agosto 1131 a Gerusalemme, lasciando alla figlia Melisenda e al genero Folco la successione. Baldovino segna l'apice della potenza, per quanto relativa, del Regno di Gerusalemme.

## Lignaggio
Baldovino fu il figlio di Ugo I, conte di Rethel e di sua moglie Melisenda di Montlhéri.

## Conte di Edessa
Nel corso della Prima crociata, Baldovino di Boulogne divenne il primo conte di Edessa, mentre Baldovino di Le Bourg entrò al servizio di Boemondo di Taranto, principe di Antiochia, operando come ambasciatore fra Antiochia ed Edessa.
Baldovino di Le Bourg divenne anche reggente del Principato quando Boemondo fu preso prigioniero dai Danishmendidi nel 1100.
Quell'anno, Baldovino di Boulogne fu eletto re di Gerusalemme dopo la morte di Goffredo e Baldovino di Le Bourg fu nominato conte di Edessa al suo posto.
Come conte, nel 1101 Baldovino sposò Morphia di Melitene, la figlia del principe armeno Gabriele di Melitene. Aiutò anche a raccogliere il riscatto per Boemondo richiesto dai Danishmendidi, preferendo Boemondo a suo nipote Tancredi Marchese che di Antiochia era intanto diventato reggente.
Nel 1102 Baldovino e Tancredi aiutarono Re Baldovino contro gli egiziani ad Ascalona.
Nel 1104 i turchi Selgiuchidi invasero Edessa, e con l'aiuto di Antiochia il Conte Baldovino li fronteggiò nella Battaglia di Harran. La battaglia fu disastrosa e il Conte Baldovino venne fatto prigioniero; Tancredi divenne reggente di Edessa in sua assenza.
Tancredi e Boemondo preferirono liberare i loro prigionieri turchi in cambio di denaro invece che scambiarli per Baldovino, ed egli rimase prigioniero a Mosul fino al 1108, quando venne riscattato per 60.000 dinari da Joscelin di Courtenay.
Tancredi si rifiutò di restituirgli Edessa, ma con l'aiuto di armeni, bizantini e perfino selgiuchidi, Tancredi fu costretto a desistere.
Nel 1109, dopo essersi riconciliato con Tancredi, i due parteciparono alla cattura di Tripoli.

## Re di Gerusalemme

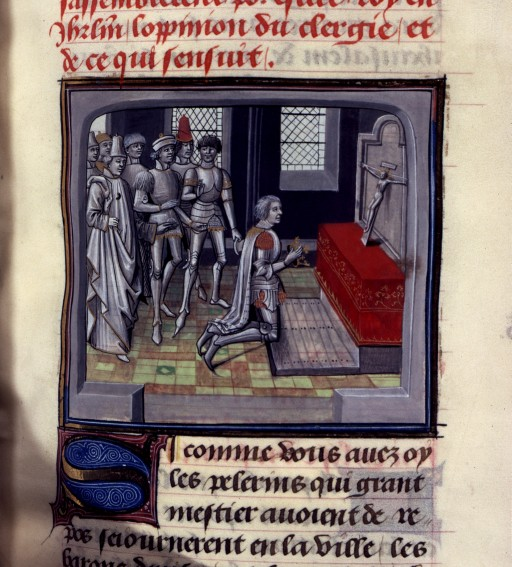
Incoronazione di Baldovino II.
Guglielmo di Tiro, Historia
Miniatura del XV secolo.

Alla morte di Baldovino I, nel 1118, la corona venne offerta al fratello maggiore del Re, Eustachio III, ma Joscelin di Courtenay insistette perché la corona passasse a Baldovino di Le Bourcq, nonostante questi avesse esiliato Joscelin da Edessa nel 1113. Baldovino di Edessa accettò e venne incoronato Re di Gerusalemme col nome di Baldovino II, nella domenica di pasqua, il 14 aprile 1118. Quasi immediatamente, il regno venne invaso dai turchi Selgiuchidi provenienti dalla Siria e dai Fatimidi dell'Egitto, anche se mostrandosi pronto e disposto a difendere il suo territorio, Baldovino costrinse le forze musulmane a ritirarsi senza combattere. Nel 1119 venne invaso il Principato di Antiochia, e Baldovino corse a nord con l'esercito di Gerusalemme. Ruggero di Salerno, principe di Antiochia, non attese i rinforzi di Baldovino, e il suo esercito venne distrutto in una battaglia che i crociati chiamarono in seguito l'Ager Sanguinis (il campo di sangue). Anche se fu un colpo durissimo, Baldovino aiutò Antiochia a recuperare il suo ruolo, e cacciò i Selgiuchidi nello stesso anno.
Attorno a quel periodo vennero creati i primi due ordini militari. Nel 1118, Hugues de Payns fondò i Cavalieri Templari a Gerusalemme, mentre i Cavalieri Ospitalieri, che erano stati fondati nel 1113, si evolsero dall'ordine caritatevole delle origini in ordine militare. Baldovino indisse inoltre il Concilio di Nablus, presso il monte Ehilam, nel 1120, nel quale egli probabilmente stabilì le prime leggi scritte del regno, ed estese diritti e privilegi alla crescente comunità borghese.
Nel 1122 Joscelin, che era stato nominato Conte di Edessa quando Baldovino era divenuto re, venne catturato in battaglia. Baldovino tornò a nord per prendere la reggenza della contea, ma anch'egli fu fatto prigioniero dagli Artuqidi mentre pattugliava i confini di Edessa (1123), e finì detenuto assieme a Joscelin. Eustachio I de Grenier agì come reggente a Gerusalemme e respinse un'invasione fa timide in occasione della battaglia di Yibneh, vanificando la speranza nemica di avvantaggiarsi dell'assenza del re. Baldovino e Joscelin sfuggirono alla prigionia con l'aiuto degli Armeni nel 1124. Nel frattempo, i crociati assediarono e catturarono Tiro, con l'aiuto di una flotta veneziana. Ciò avrebbe portato alla fondazione di colonie veneziane e italiane nelle città costiere del regno, che erano autonome e libere da tasse e obblighi militari.
Nel 1125 Baldovino riunì i cavalieri di tutti i territori crociati e incontrò i Selgiuchidi nella Battaglia di Azaz. Anche se l'esercito selgiuchide era più grande, i crociati risultarono vittoriosi e ripristinarono gran parte dell'influenza che avevano perso dopo l'Ager Sanguinis. Se Antiochia ed Edessa non avessero iniziato a combattere tra loro dopo la battaglia, Baldovino avrebbe potuto attaccare Aleppo. Comunque Aleppo e Mosul vennero ben presto unite sotto Zengi nel 1128. Non essendo in grado di attaccare nessuna delle due città, Baldovino tentò di prendere Damasco nel 1129 con l'aiuto dei Templari, ma il tentativo fallì.

## Successione

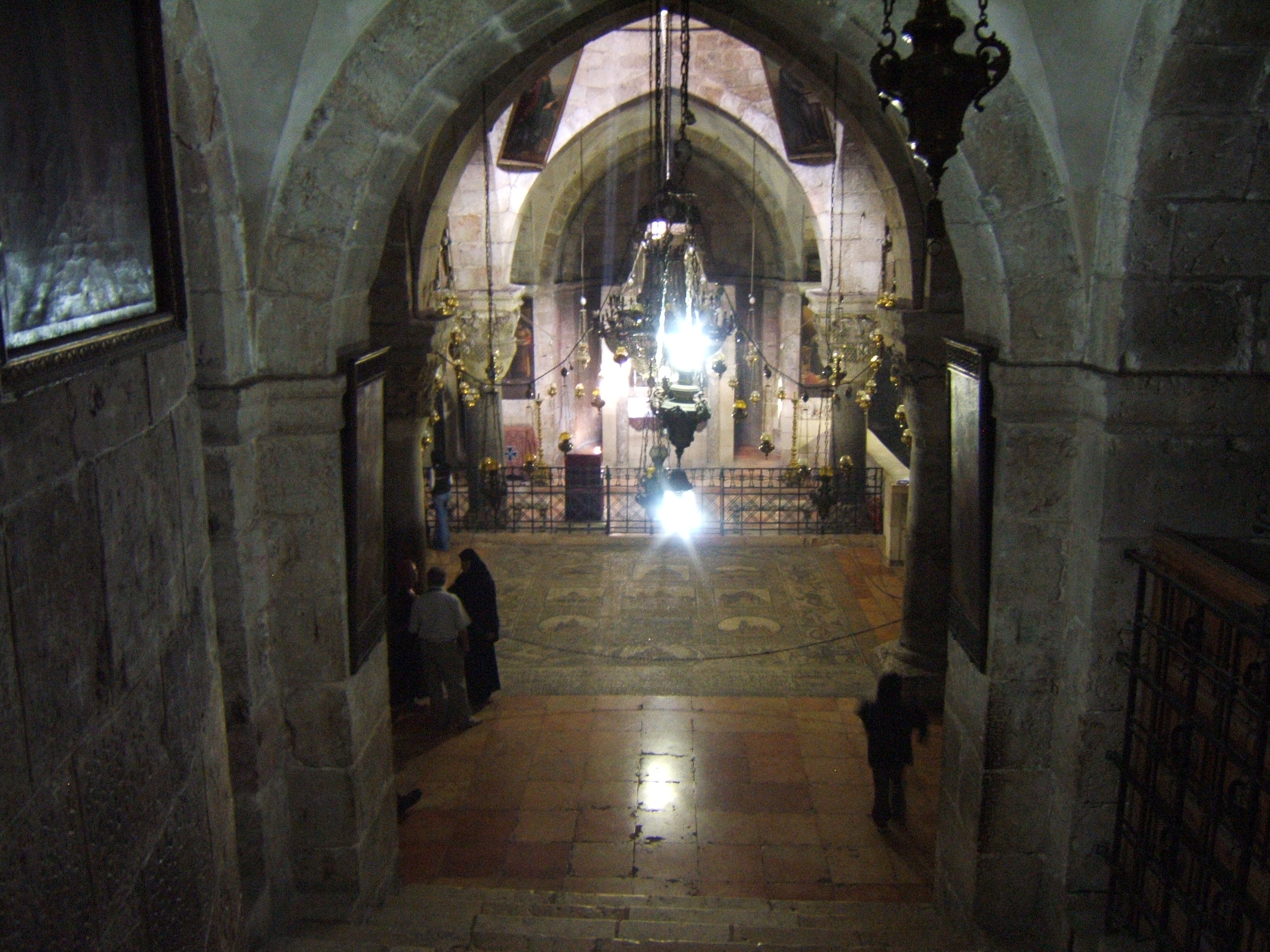
Basilica del Santo Sepolcro a Gerusalemme, luogo di sepoltura di Baldovino di Le Bourcq.

Ad assistere Baldovino durante l'attacco a Damasco, ci fu il suo nuovo genero Folco V d'Angiò. Baldovino non ebbe figli maschi con Morphia, ma quattro figlie: Melisenda, Alice, Hodierna, e Ivetta. Nel 1129 Baldovino nominò Melisenda come sua erede, e le arrangiò un matrimonio con Folco. Anche le figlie Alice e Hodierna sposarono importanti principi, rispettivamente Boemondo II d'Antiochia e Raimondo II di Tripoli (la quarta figlia, Ioveta, divenne una suora a Betania). Nel 1131 Baldovino si ammalò e morì il 21 agosto, venendo poi sepolto nella Basilica del Santo Sepolcro. Melisenda, erede per legge del regno, gli succedette con Folco come consorte. La nuova regina e il re vennero incoronati il 14 settembre.

## Ascendenza
|                             |                    |                    | Genitori |  |  | Nonni                 |  |  | Bisnonni             |  |
|                             |                    |                    |          |  |  | Manasse III di Rethel |  |  | Manasse II di Rethel |  |
|                             |                    |                    |          |  |  | Manasse III di Rethel |  |  | Manasse II di Rethel |  |
|                             |                    | Dada               |          |  |  | Manasse III di Rethel |  |  |                      |  |
| Ugo I di Rethel             |                    |                    |          |  |  | Manasse III di Rethel |  |  |                      |  |
|                             |                    | Judith di Roucy    | …        |  |  |                       |  |  |                      |  |
|                             |                    | Judith di Roucy    | …        |  |  |                       |  |  |                      |  |
|                             |                    | Judith di Roucy    | …        |  |  |                       |  |  |                      |  |
| Baldovino II di Gerusalemme |                    | Judith di Roucy    |          |  |  |                       |  |  |                      |  |
|                             | Guy I di Montlhéry | …                  |          |  |  |                       |  |  |                      |  |
|                             | Guy I di Montlhéry | …                  |          |  |  |                       |  |  |                      |  |
|                             | Guy I di Montlhéry | …                  |          |  |  |                       |  |  |                      |  |
| Melisenda di Montlhéry      | Guy I di Montlhéry |                    |          |  |  |                       |  |  |                      |  |
|                             |                    | Hodierna di Gometz | …        |  |  |                       |  |  |                      |  |
|                             |                    | Hodierna di Gometz | …        |  |  |                       |  |  |                      |  |
|                             |                    | Hodierna di Gometz | …        |  |  |                       |  |  |                      |  |
|                             |                    | Hodierna di Gometz |          |  |  |                       |  |  |                      |  |